# Rochdale (woningcorporatie)
Woningstichting Rochdale is een woningcorporatie die veel sociale-huurwoningen en ander vastgoed bezit en beheert in de gemeenten Amsterdam, Diemen, Landsmeer, Heemskerk, Zaanstad en Purmerend. De stichting beheert bijna 40.000 sociale-huurwoningen, en verhuurt ruim 5000 andere ruimtes, zoals vrijesectorhuurwoningen, winkels, bedrijfsruimten, garages en parkeerplaatsen en plekken in studentenhuizen en woongroepen. Aanvankelijk was de woningcorporatie een vereniging, maar na een fusie met Woningstichting Patrimonium in januari 2004 werd gekozen voor de stichtingsvorm als rechtspersoon.

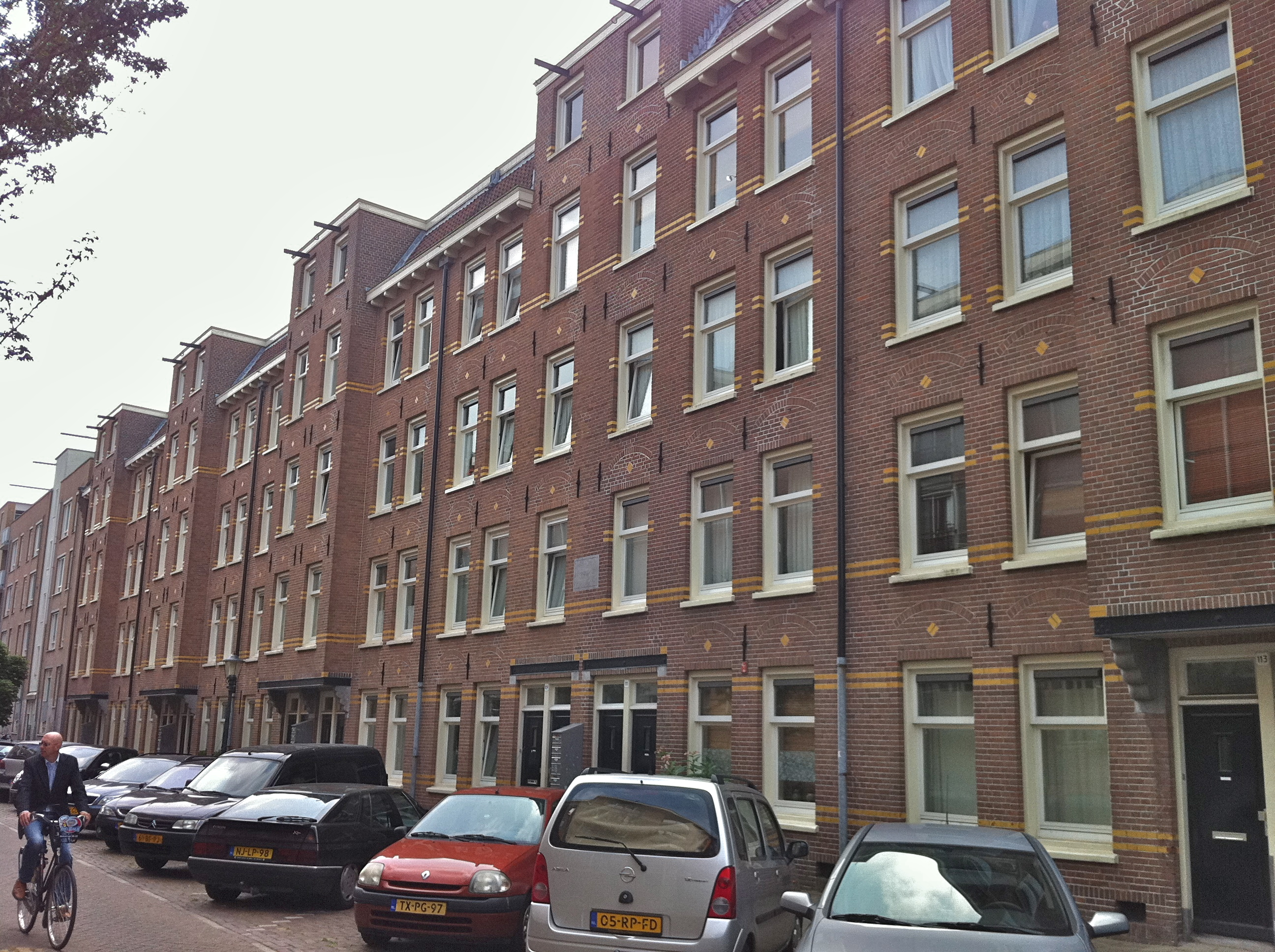
Eerste woningwetwoningen van Amsterdam in de Van Beuningenstraat, 1909

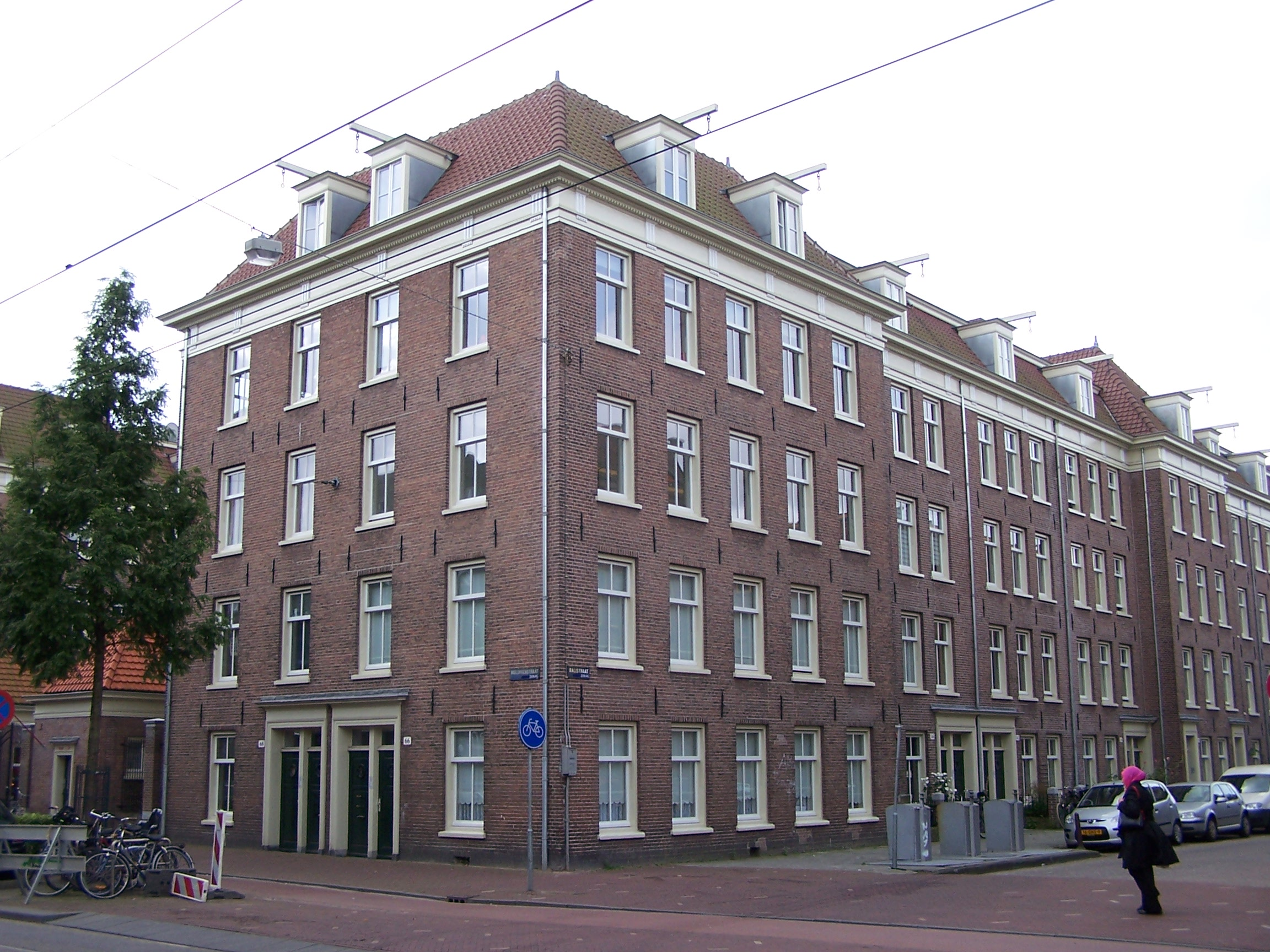
Bouwblok Molukkenstraat, Indische Buurt, 1911. Inmiddels in eigendom en beheer van De Alliantie

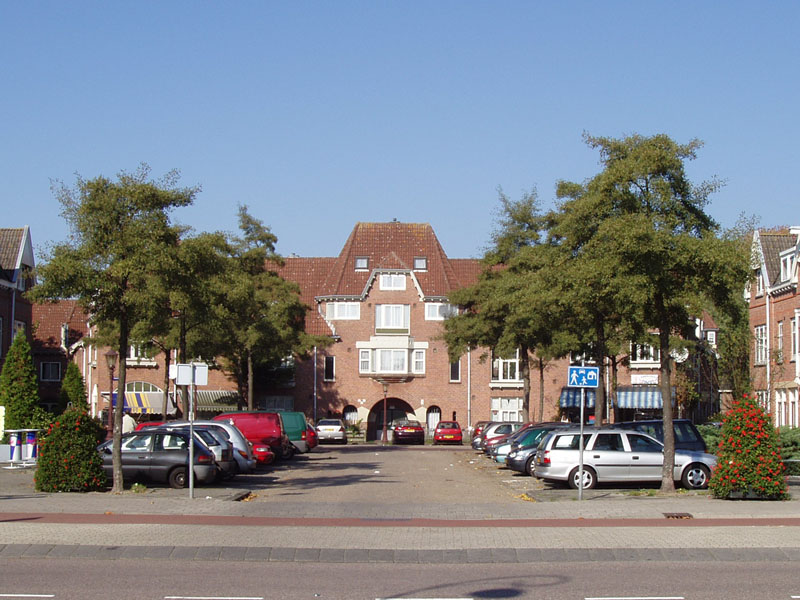
Ganzenweg Vogelbuurt Amsterdam-Noord

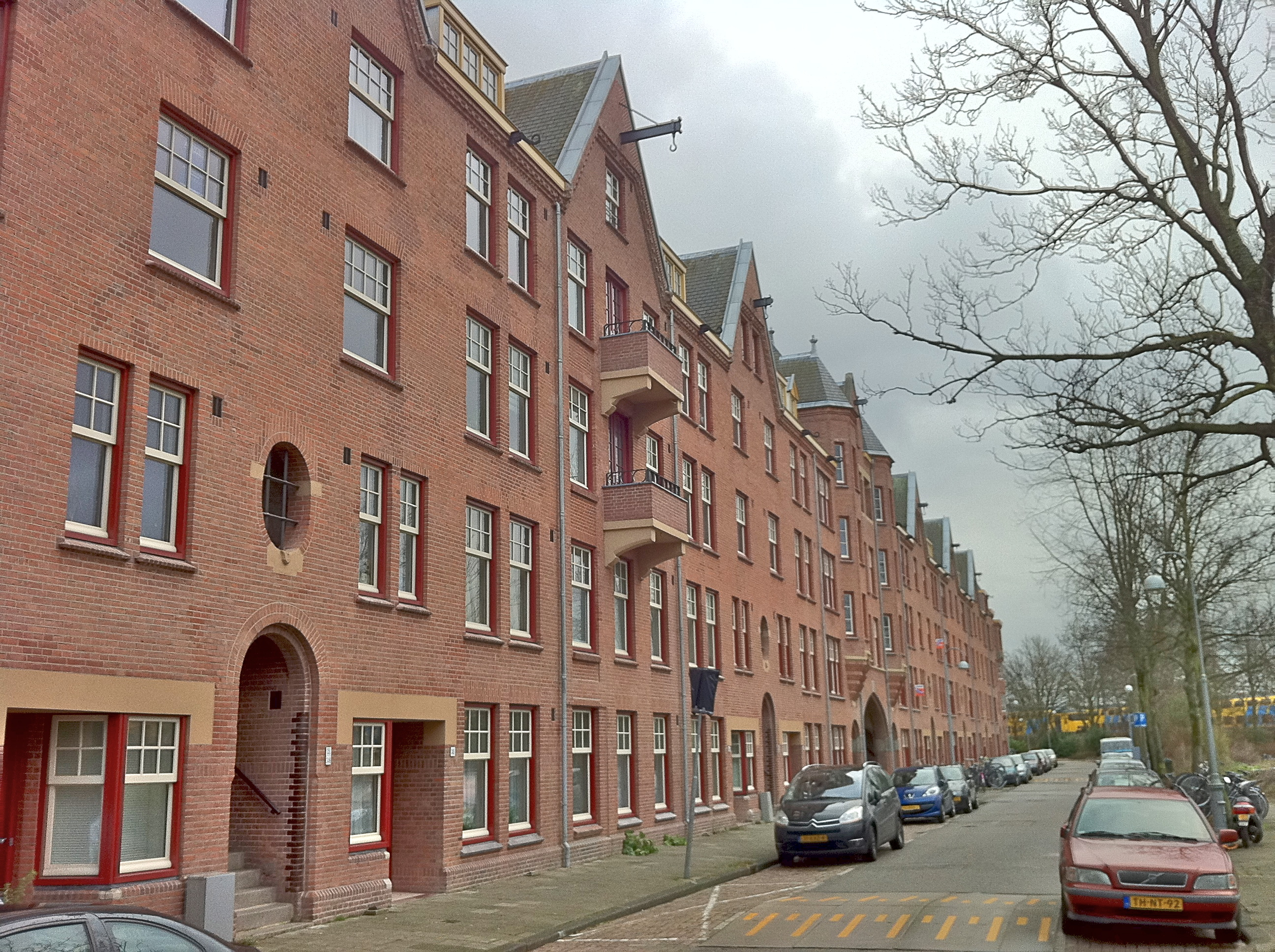
Spaarndammerbuurt, Zaanhof. Woningbouwvereniging Patrimonium, voltooid 1919.

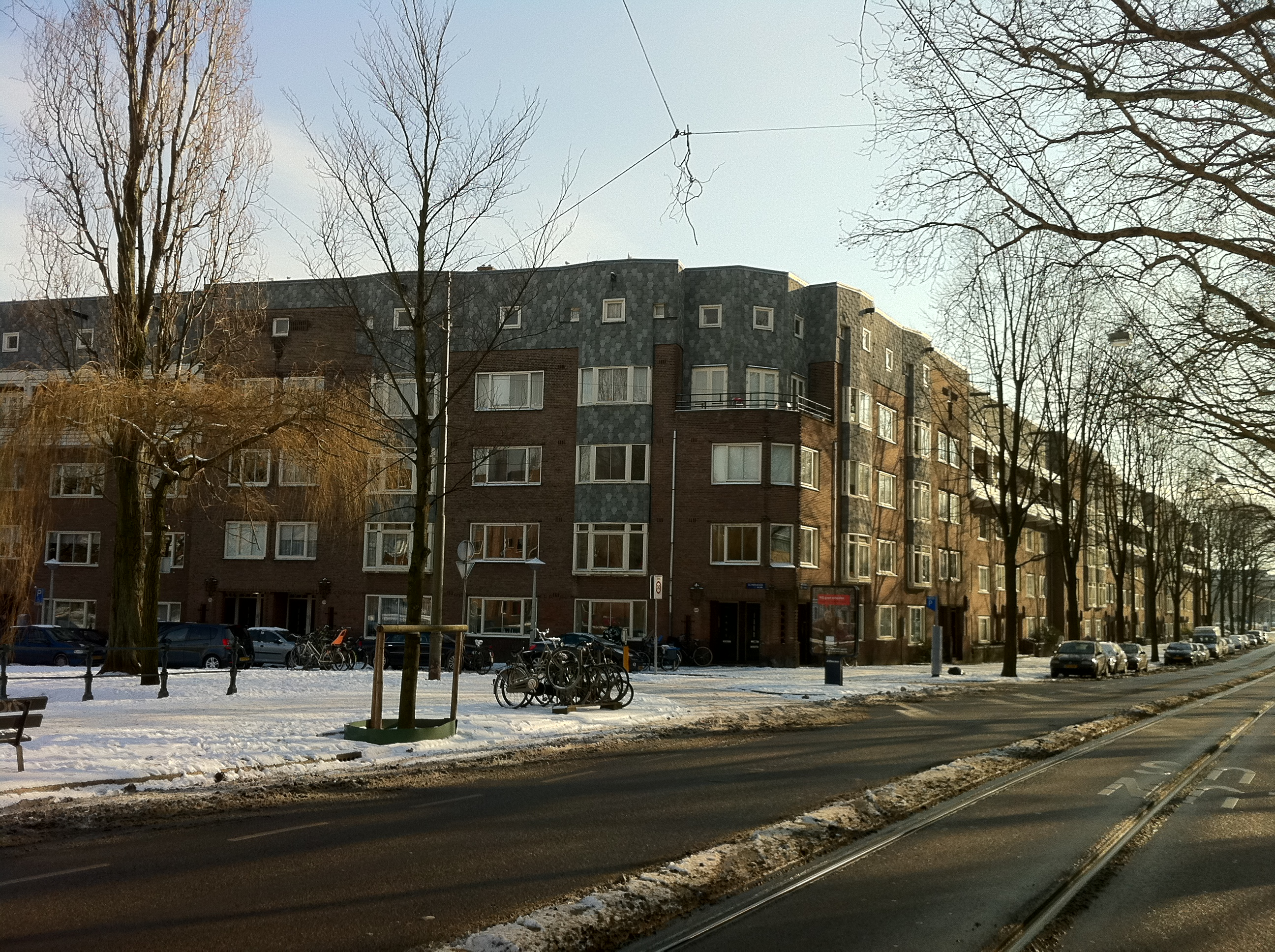
Stadionbuurt. Woningbouwvereniging Patrimonium, voltooid 1921.

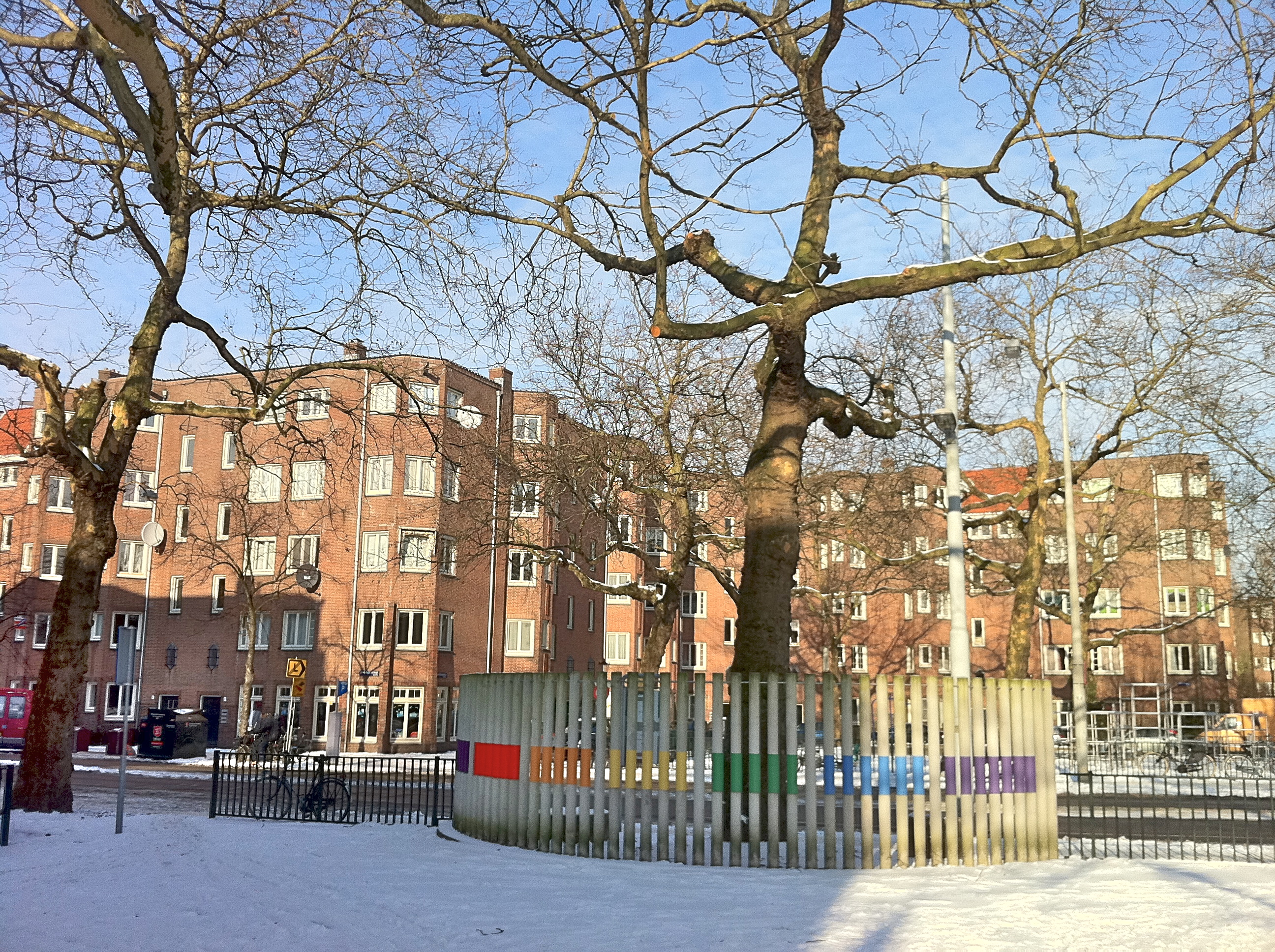
Bouwblok van 184 etagewoningen in Amsterdam-Zuid, Cornelis Krusemanstraat

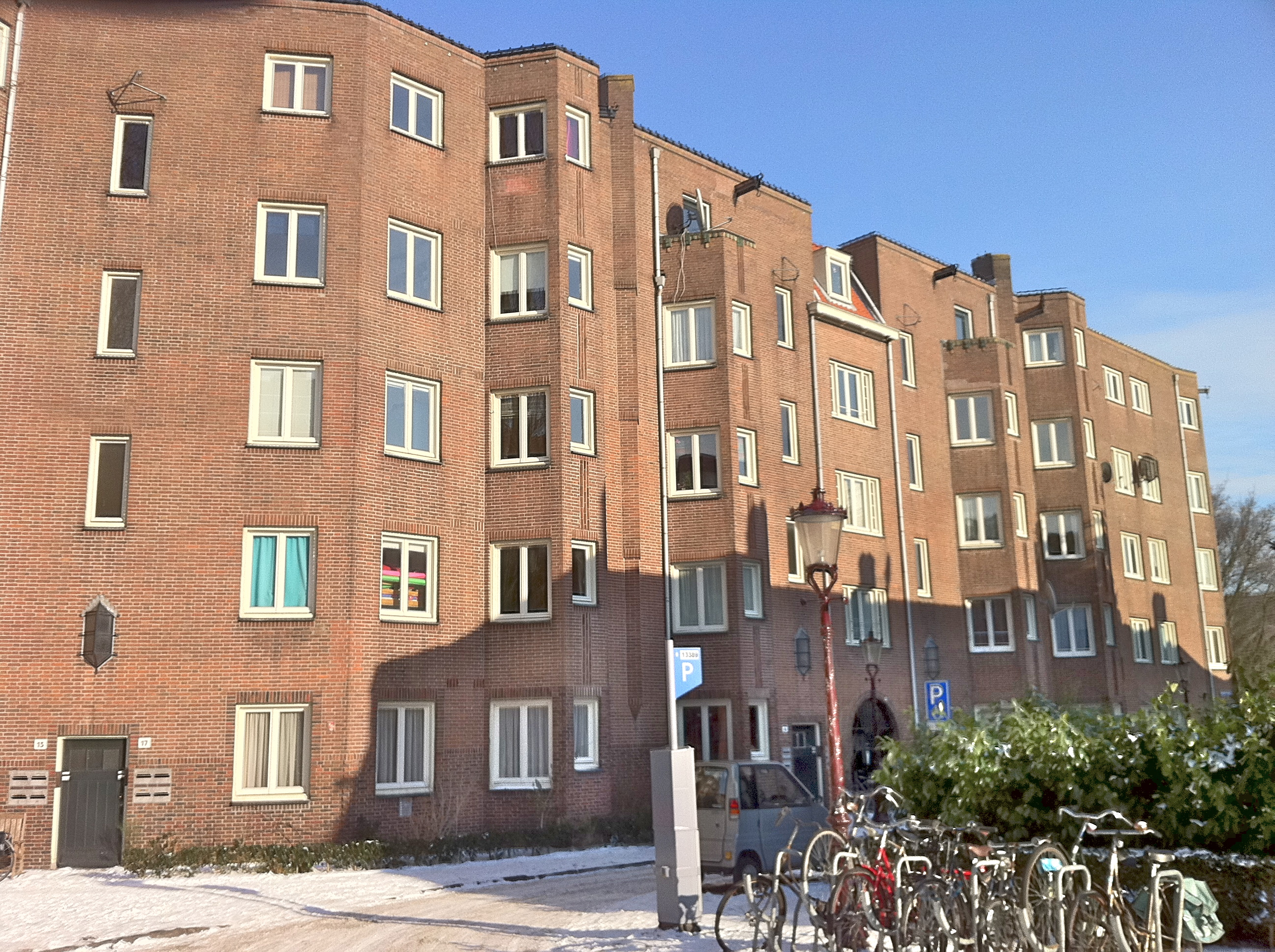
Bouwblok van 96 etagewoningen in Amsterdam-Zuid, Des Presstraat

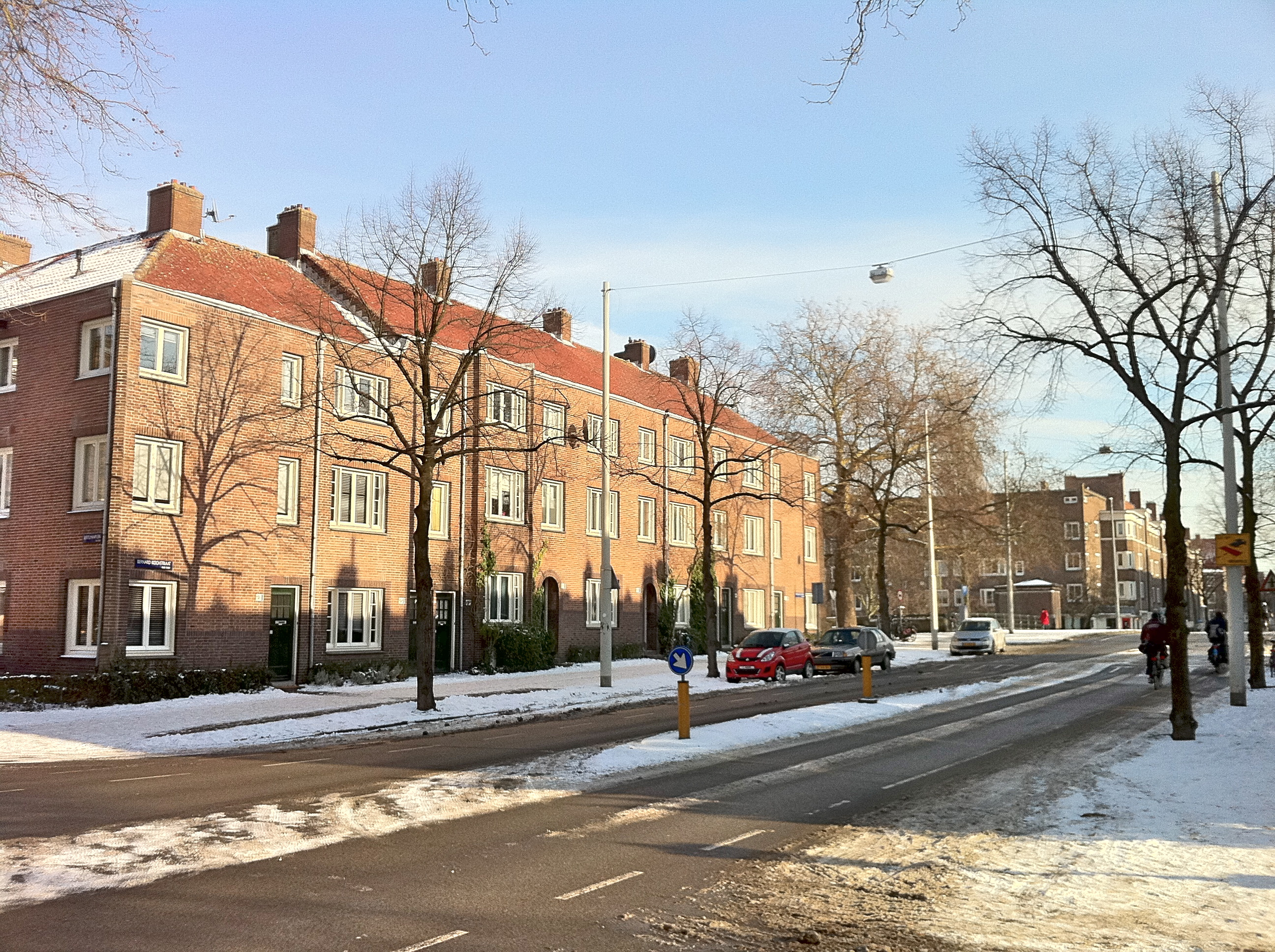
Bouwblok van 86 etagewoningen in Amsterdam-Zuid, Bertelmanstraat

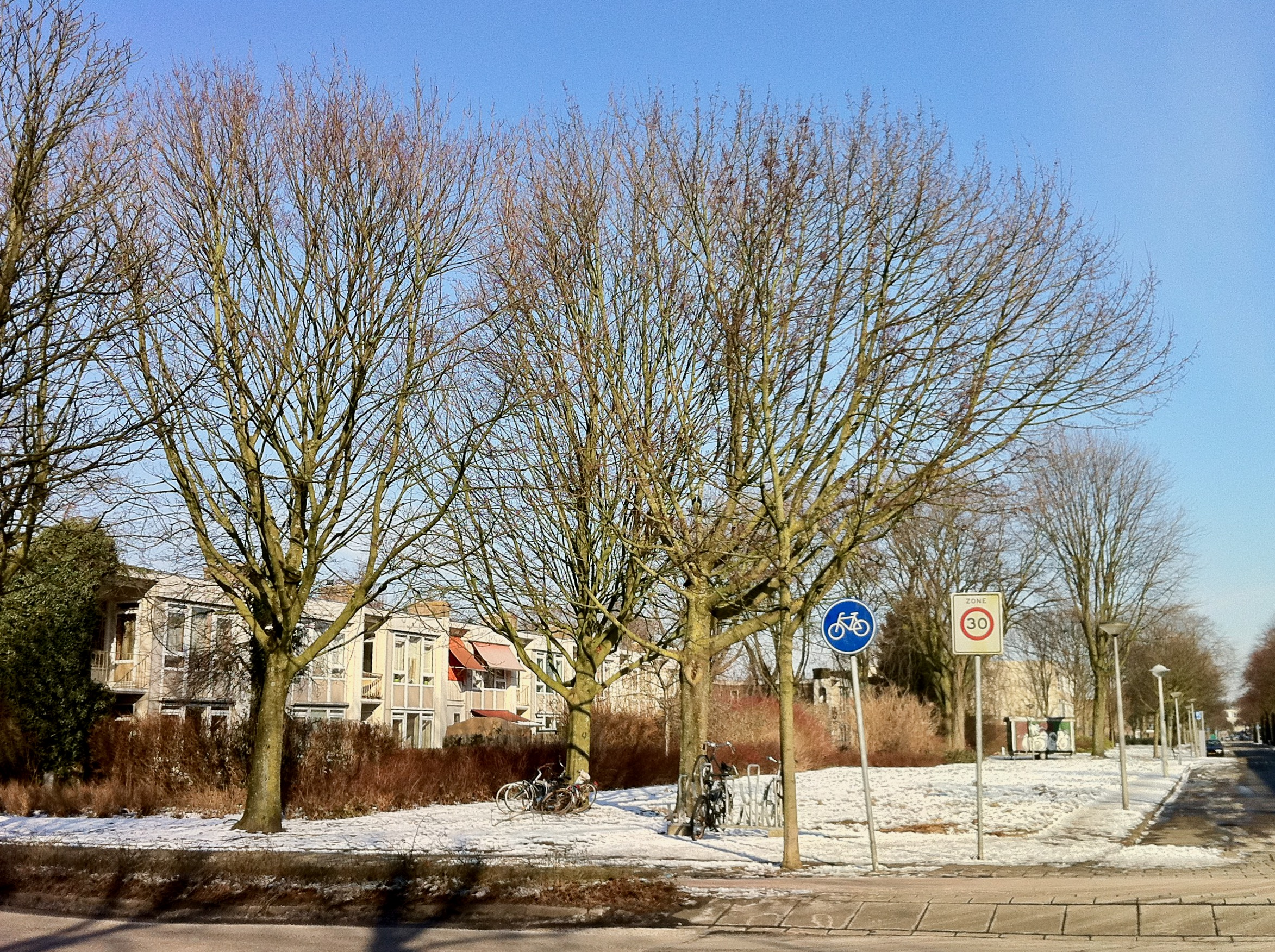
Tuindorp Frankendael

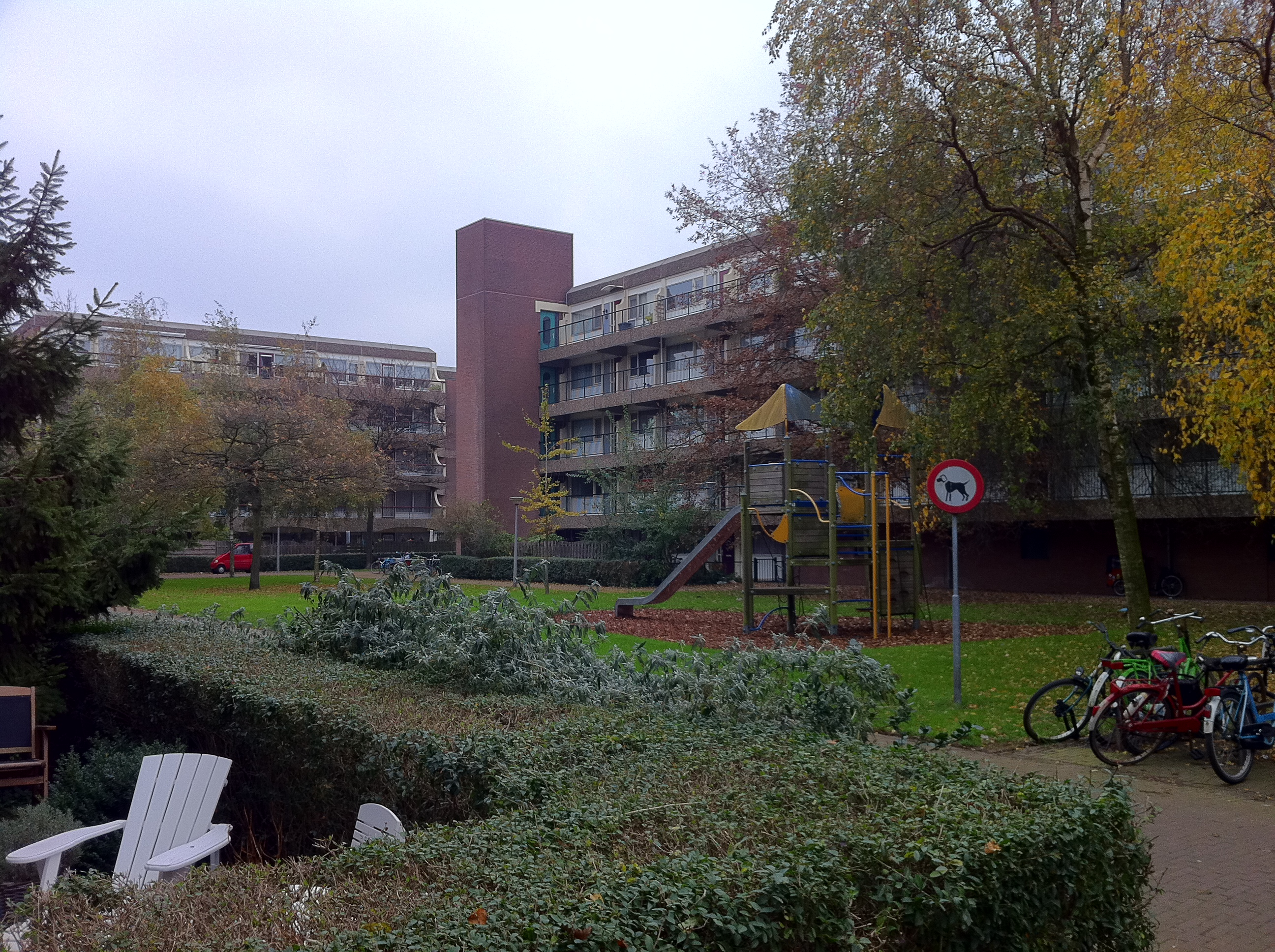
Kattenburg Amsterdam-Centrum

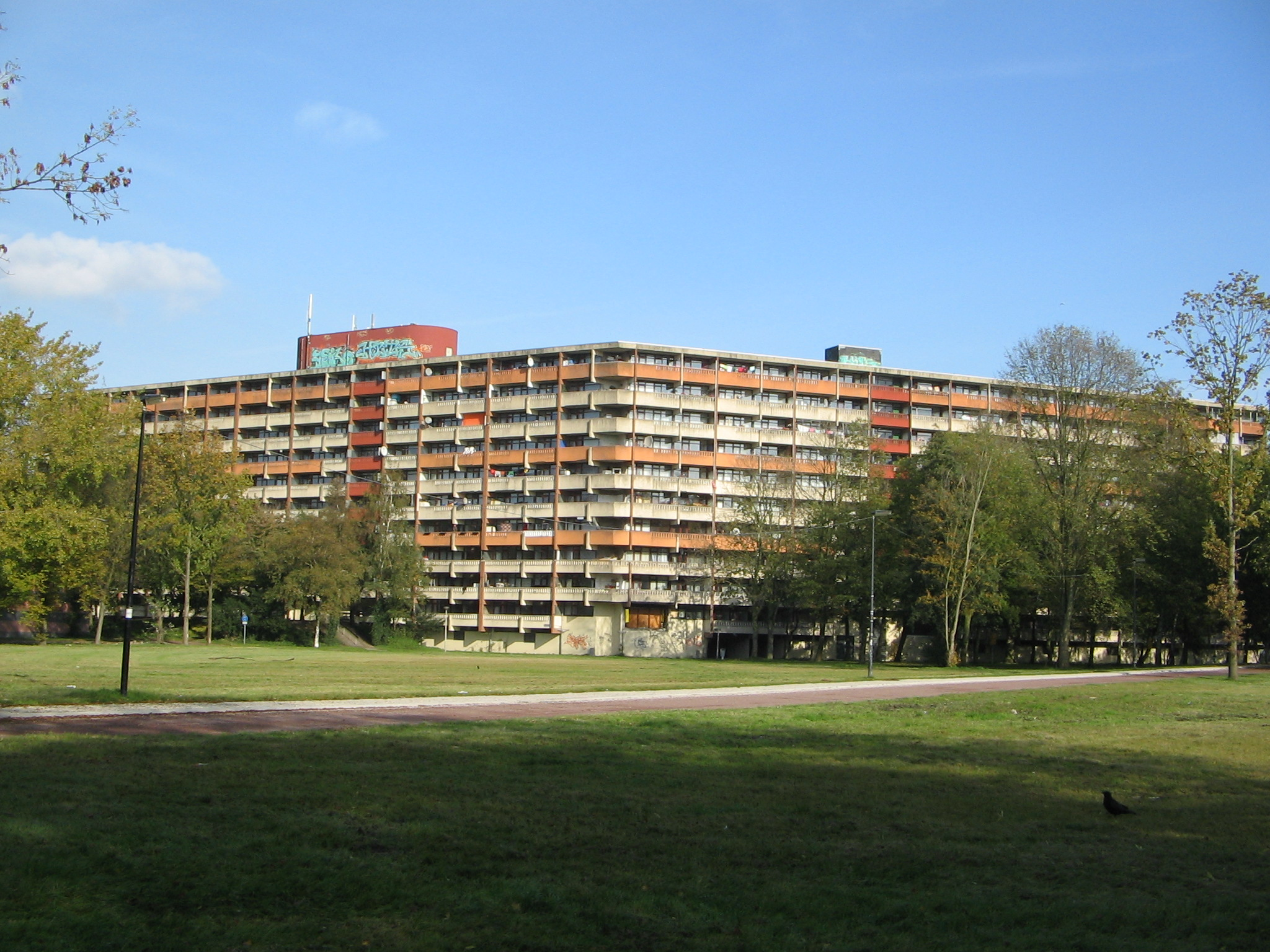
Daalwijk, flat in de Bijlmermeer

Rochdale is sinds een Koninklijk Besluit van 31 mei 1906 een instelling, die door de rijksoverheid is erkend als woningcorporatie. Rochdale dient daarom uitsluitend werkzaamheden te verrichten in het belang van de volkshuisvesting. De regels en richtlijnen waaraan de stichting zich dient te houden, en de prestaties die moeten worden verricht, zijn wettelijk vastgelegd in de Woningwet, die in 2015 totaal werd herzien.

## Geschiedenis

### Oprichting
De oorsprong van de woningstichting ligt bij de oprichting van de Coöperatieve Bouwvereeniging Rochdale op 12 mei 1903 in Amsterdam. Dit gebeurde op initiatief van Pieter Roeland, koetsier op de paardentram en tramconducteur Hendrik Glimmerveen. De Woningwet van 1901 had de overheid een rol gegeven in de verbetering van de woonomstandigheden van het proletariaat. Deze taak werd onder andere uitgevoerd door het subsidiëren van initiatieven vanuit de burgerij, waaronder de oprichting van woningbouwverenigingen. De twee oprichters zagen hun kans schoon om woningbouw nu door de arbeiders zelf ter hand te laten nemen. Glimmerveen publiceerde op 26 april 1902 onder de titel 'Werk aan den Winkel' een artikel in 'De Gemeentewerkman', het orgaan van de Centrale (Amsterdamse) Gemeentewerkliedenbond. Hierin opperde hij dat de Bond zelf als bouwonderneming kon optreden. Hierop reageerde directeur J.H. Neiszen van de Gemeentetram Amsterdam. Hij zegde zijn hulp toe. Volgens de Woningwet kon de Gemeentewerkliedenbond echter niet zelf bouwprojecten starten: het moest een instelling zijn die zich uitsluitend bezighield met de belangen van de volkshuisvesting. Daarom kwamen in mei 1903 40 arbeiders bijeen in de d'Geelvinck aan het Singel 540 en richtten daar Rochdale op. 
Woningbouwvereniging Rochdale werd vernoemd naar de Engelse plaats Rochdale, ten noorden van Manchester. Deze plaats werd beschouwd als de bakermat van de coöperatieve gedachte, waar een in 1844 opgerichte verbruikerscoöperatie al in 1867 een woningbouwvereniging oprichtte.Het hoofdkantoor was van ca. 1953 tot ca. 1995 gevestigd aan de Cornelis Krusemanstraat 73-75.

### Eerste woningwetwoningen
Rochdale realiseerde in 1909 de eerste woningwetwoningen van Amsterdam in de Van Beuningenstraat in de Staatsliedenbuurt, ontworpen door Jan Ernst van der Pek. Deze bouwde voor Rochdale ook een blok in de Atjehstraat/Molukkenstraat in de Indische Buurt, dat in 1911 gereed kwam. De projecten kenmerkten zich door eenvoud, degelijkheid en een scheiding van kamer, keuken en slaapkamers. Gestreefd werd naar een gemeenschappelijke tuin en bibliotheek. De bewoners werden zo nodig begeleid door een woningopzichteres, die wekelijks de huur kwam ophalen en zo oog hield op een ordentelijke bewoning.
Rochdale verhuurde verspreid over de stad huurwoningen zoals bijvoorbeeld vrijwel de gehele Van Tijenbuurt in Geuzenveld. In de Bijlmermeer waren de honingraatflats verdeeld over de woningbouwvereniging en verhuurde Rochdale onder andere Grubbehoeve tot de overgang naar Nieuw Amsterdam.

### Fusie
Tot eind 2003 was Rochdale een vereniging met een ledenraad. De ledenraad benoemde het bestuur, eventueel uit een bindende voordracht. De laatste bestuurders uit de verenigingsperiode waren achtereenvolgens de heren Bulder, Verlaan en Koziolek. Een verschil daarbij is nog dat na het in werking treden van het Besluit Beheer Sociale Huursector (BBSH) in 1995 de gesalarieerde leiding als 'bestuurder' werd aangeduid en daarvoor als 'directeur'. De ledenraad vergaderde meestal 2 maal per jaar. De laatste ledenraadsvergadering ging geheel over het al of niet instemmen met de fusie met Woningstichting Patrimonium. Met 2 tegenstemmen werd besloten om de fusie met Patrimonium aan te gaan, een woningstichting die met 36.000 woningen vier keer zo groot was als Rochdale.

### Patrimonium
Rond 1900 ging het niet goed met het Nederlandsch Werkliedenverbond Patrimonium. Het kreeg als vakbond vanaf 1909 concurrentie van het Christelijk Nationaal Vakverbond. Als reactie besloot men de koers te verleggen. In andere gemeenten waren al eerder protestantse woningbouwverenigingen opgericht onder de naam Patrimonium. In Amsterdam besloot men hetzelfde te doen. Op 21 februari 1911 werd Woningstichting Patrimonium Amsterdam opgericht. Met de verlegging van de koers werd het fundament gelegd voor een christelijk-sociale beweging met een brede taakopvatting. De huizenblokken van deze stichting werden al snel centra van protestants leven.
Ook in omliggende gemeenten werden protestantse woningbouwverenigingen opgericht met de naam Patrimonium. In 1918 werd woningstichting Patrimonium Zaandam opgericht. Na de jaren zestig kreeg de secularisatie ook vat op het protestantse volksdeel, maar het christelijk-sociaal denken bleef van invloed op Patrimonium. In 1972 fuseerde de Zaanse Patrimonium met de Amsterdamse zuster. In 1978 sloot woningbouwvereniging Diemen Vooruit (opgericht in 1914) zich hierbij aan. In 1983 gaf woningstichting Patrimonium Purmerend (anno 1983) de zelfstandigheid op. Woningstichting Patrimonium Kennemerland uit Heemskerk voegde zich in 1990 hierbij. 
Aan het eind van de jaren negentig nam Patrimonium het beheer op zich van de verpauperde sociale woningbouw in de Bijlmermeer, dat eigendom was van de armlastige woningstichting Nieuw-Amsterdam. In 2004 volgde de fusie met Bouwvereniging Rochdale. In 2006 werd Rochdale ook juridisch eigenaar van alle bezit van woningstichting Nieuw Amsterdam.

## Doelgroepen
De belangrijkste doelstelling van de huidige Woningstichting Rochdale is het bieden van goede en betaalbare huisvesting aan mensen die zelf niet of onvoldoende in staat zijn een woning te vinden. Daarnaast richt Rochdale zich ook op andere doelgroepen, bijvoorbeeld door het aanbieden van koopwoningen en duurdere huurwoningen. In samenwerking met studentenhuisvestingsorganisatie DUWO verhuurt Rochdale ook studentenwoningen.

## Vestigingen
Het kantoor van Rochdale is gevestigd in het Bruggebouw, dat de A10 overspant in de wijk Bos en Lommer, tegenover het Bos en Lommerplein. Behalve het kantoor in het Bruggebouw waren er tot maart 2013 vestigingen in Zaandam en Amsterdam-Zuidoost. Daarnaast waren er WoonServicePunten in Zaandam, Amsterdam-Noord en Purmerend, die inmiddels zijn opgeheven.

## Bedrijfsonderdelen zijn afdeling geworden
Na een ingrijpende reorganisatie in 2013 kent Rochdale nu alleen nog afdelingen, geen bedrijfsonderdelen meer.

## Duwo Rochdale combinatie
Rochdale is ook actief op het gebied van studentenhuisvesting. Duwo Rochdale Combinatie is sinds 2004 een samenwerkingsverband van studentenhuisvestings-organisatie DUWO en Woningstichting Rochdale. In 2012 is een groot complex met studentenwoningen op het Science Park (in stadsdeel Oost) en in Geuzenveld (Nieuw-West) gerealiseerd. Ook is het gebouw De Eenhoorn opgeleverd in stadsdeel Oost. In Bos en Lommer werden in 2013 tot 2015 studenteneenheden gerealiseerd in het Elseviergebouw, die vanaf de zomer van 2015 zijn bewoond.

## Malversaties
Op 29 december 2008 berichtte de Telegraaf dat Rochdale 46,5 miljoen euro betaalde voor kantoorgebouw De Heerd in Amsterdam Zuidoost, dat enkele maanden daarvoor voor ongeveer de helft van de prijs van eigenaar wisselde. Dit artikel was de start van een langdurige bestuurscrisis. Er volgden diverse onderzoeken door Deloitte en later ook het Openbaar Ministerie. Bestuursvoorzitter Hubert Möllenkamp, bijgenaamd Maseratiman, werd eerst geschorst en daarna ontslagen. De woningstichting deed begin 2009 aangifte tegen de oud-bestuursvoorzitter wegens ‘verduistering in dienstverband, het opstellen van een onjuiste jaarrekening en het gebruikmaken van een valselijk opgestelde brief’. 
Rochdale kwam in opdracht van de minister voor volkshuisvesting Eberhard van der Laan onder toezicht te staan. Na de schorsing van de voormalig bestuursvoorzitter in november 2008 trad Gerard Erents aan als interim-bestuursvoorzitter met de opdracht orde op zaken te stellen. 

### Strafbare feiten
Op 26 januari 2012 maakte het Openbaar Ministerie in Amsterdam bekend de directeur, zijn echtgenote en vier medeplichtigen te gaan vervolgen wegens fraude, zoals het aannemen en/of betalen van steekpenningen, valsheid in geschrifte, belastingfraude en witwassen. Vastgoedbedrijf Multi en zijn directeuren Van Veggel en Veldhuis wisten eerder uit te komen onder strafvervolging wegens het betalen van een valse factuur van 180.000 euro aan de vrouw van Möllenkamp  door het betalen van een schikkingsbedrag aan justitie. Multi Vastgoed schikte voor 565.000 euro. Möllenkamp verscheen in oktober 2015 voor de rechter op verdenking van meineed, het aannemen van steekpenningen, belastingfraude en witwassen. Ook zou hij creditcards van de corporatie privé hebben gebruikt. Het Openbaar Ministerie eiste drie jaar gevangenisstraf. Daarnaast vorderde Justitie 2,4 miljoen euro van hem om het wederrechtelijk verkregen voordeel te ontnemen. Zijn vriendin stond ook terecht.
In december 2015 achtte de Rechtbank Amsterdam omkoping, witwassen, oplichting, het doen van valse belastingaangifte, valsheid in geschrifte en meineed bewezen, en veroordeelde  Hubert Möllenkamp tot een onvoorwaardelijke gevangenisstraf van 2,5 jaar. Volgens de rechtbank maakte hij misbruik van de afhankelijke positie van zakenrelaties door steekpenningen te vragen en aan te nemen. Het ging dan over grote geldbedragen, auto's en het gebruik van een Spaanse villa. Bovendien verduisterde hij belminuten van Rochdale en abonnementskosten door die te laten gebruiken door zijn vriendin (de ex-vrouw van wie hij scheidde voordat hij persoonlijk failliet werd verklaard) en zijn kinderen. Ook kwamen privékosten die hij maakte voor rekening van Rochdale via verstrekte creditcards van de woningcorporatie. De rechtbank achtte ook meineed bewezen, doordat hij tijdens zijn openbaar verhoor door de parlementaire enquetecommissie woningcorporaties had verklaard dat hij nooit steekpenningen had aangenomen. In deze zelfde zaak werd Möllenkamps vriendin tot een taakstraf van 240 uur veroordeeld. Ook twee zakenpartners kregen een taakstraf van 240 uur met daarnaast nog 1, resp. 2 maanden gevangenisstraf. Möllenkamp ging in hoger beroep tegen het vonnis. Het OM eiste in januari 2017 opnieuw drie jaar gevangenisstraf. Het Gerechtshof deed op 29 maart 2017 uitspraak in de zaak, waarbij Möllenkamp werd veroordeeld tot een celstraf van drie jaar en drie maanden. Anders dan de rechtbank achtte nu het hof hem ook schuldig aan het maken van een valse factuur voor de onderneming van zijn vrouw.

## Nieuwe leiding
Vanaf de periode dat de voormalig bestuursvoorzitter in opspraak kwam (2009), startte ook de uitvoering van meerdere ingrijpende reorganisaties. Op 1 januari 2010 kwam een einde aan het externe toezicht. De door de minister aangestelde toezichthouders, Arthur Docters van Leeuwen en Pim Vermeulen, stapten terug omdat na de bestuurscrisis weer sprake was van een genormaliseerde situatie. Gedurende 2009 – 2010 werd een nieuwe Raad van Commissarissen geïnstalleerd, met René Craemer, een oud-hoofdofficier van justitie, als voorzitter. Deze nieuwe raad stelde in 2010 een nieuwe Raad van Bestuur aan.  Via de uitvoering van een herstelplan wilde Rochdale de crisis achter zich laten.

## Kerncijfers
| Kenmerk                                  | aantal/waarde               |
| ---------------------------------------- | --------------------------- |
| Aantal verhuureenheden                   | 41.042 (38.211 woningen) () |
| Opgeleverde huur- en koopwoningen        | 364 woningen                |
| Opgeleverde renovatie/ woningverbetering | 29 woningen                 |
| Verkochte bestaande huurwoningen         | 358 woningen                |
| Waarde bezit (Basis: marktwaarde)        | 3.897 miljoen euro          |
| Eigen vermogen                           | 2.495 miljoen euro          |
| Totale huuromzet                         | 237 miljoen euro            |
| Jaarresultaat na belasting               | 29,3 miljoen euro           |
| Gemiddelde huur                          | 501 euro                    |
| Medewerkers in fte's                     | 452 (incl. inleen)          |

Bron: Jaarverslag Woningstichting Rochdale 2014